# Supermarine Attacker

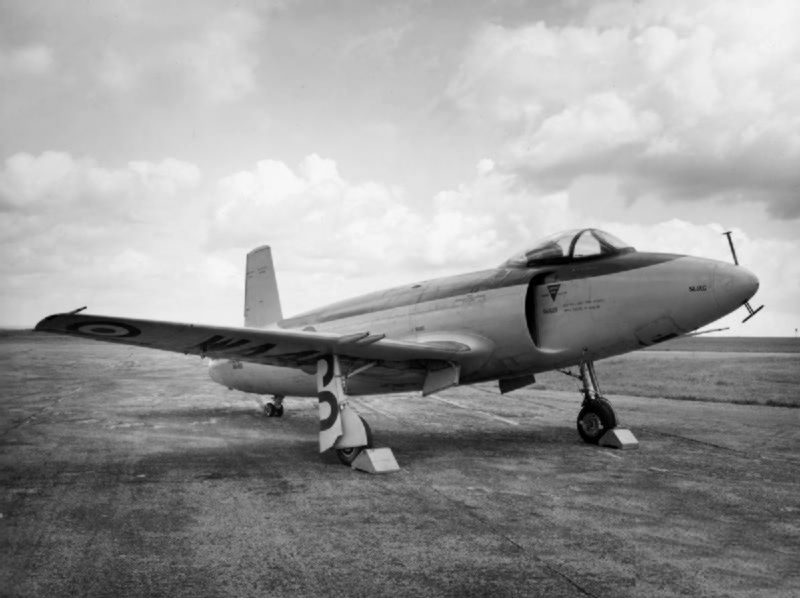
Attacker F.1

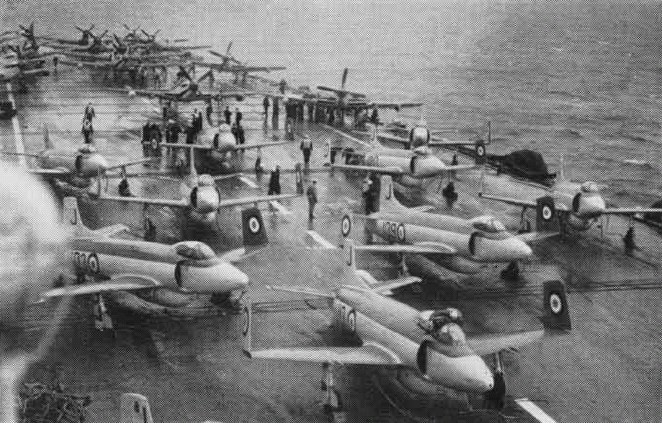
Attackery na pokładzie HMS „Eagle” (widoczne podkadłubowe zbiorniki paliwa).

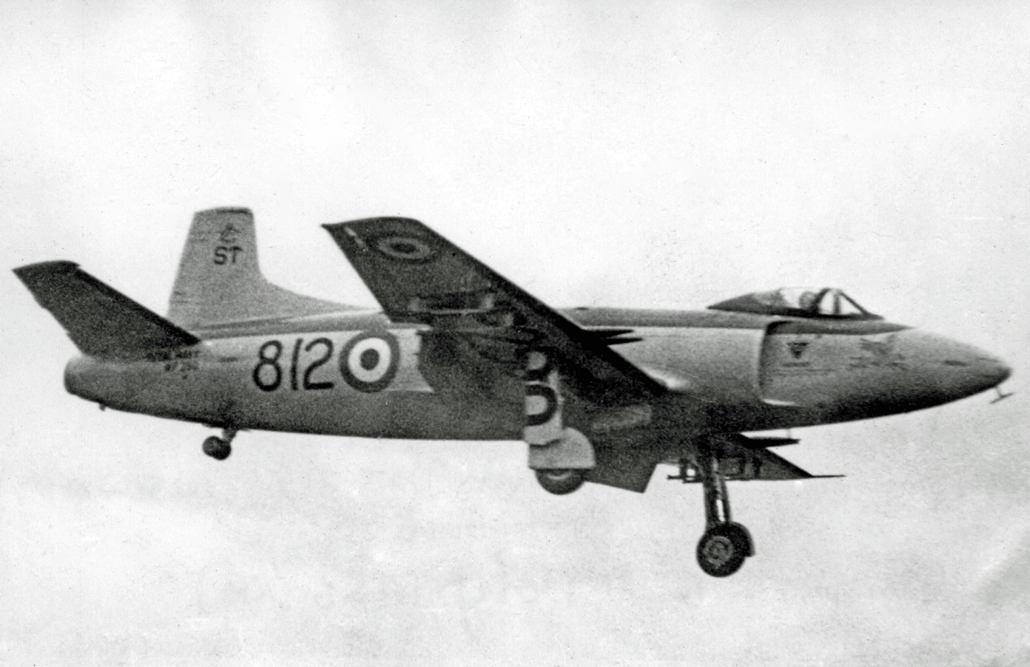
Attacker podchodzący do lądowania (w bazie lądowej)

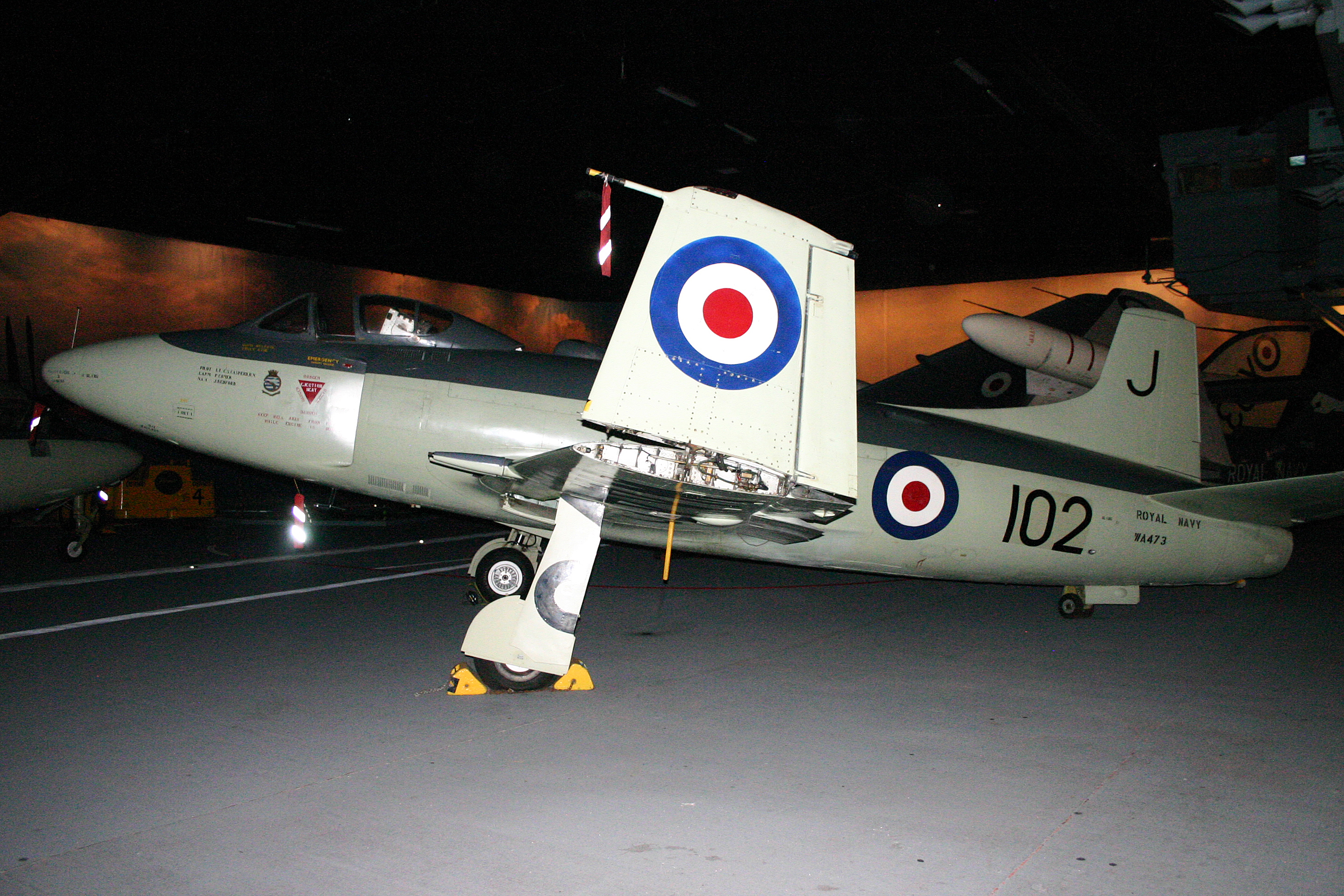
Jedyny zachowany Attacker w Muzeum FAA w Yeovilton

Supermarine Attacker – brytyjski pokładowy samolot myśliwski i myśliwsko-bombowy, powstały bezpośrednio po zakończeniu II wojny światowej. Pierwszy odrzutowy samolot wprowadzony na uzbrojenie brytyjskiego lotnictwa morskiego Fleet Air Arm (FAA), używany przez nie w latach 1951–1957. Był to jednomiejscowy metalowy dolnopłat o prostych skrzydłach, napędzany jednym silnikiem odrzutowym, z podwoziem klasycznym z kółkiem ogonowym. Używany ponadto jedynie przez Pakistan. Nosił oznaczenie fabryczne Type 392.

## Historia
W toku dalszego rozwoju myśliwca Supermarine Spitfire, oddział Supermarine koncernu Vickers-Armstrongs prowadził podczas II wojny światowej badania nad skrzydłami o opływie laminarnym, pozwalającym na uzyskanie większych prędkości. Efektem był śmigłowy myśliwiec Type 371 Spiteful, którego prototyp oblatano 30 czerwca 1944 roku. Jego wersją pokładową, ze składanymi końcówkami skrzydeł, był Seafang. Oba samoloty ostatecznie zostały wyprodukowane tylko w małej serii.
Koncepcja połączenia testowanych na myśliwcach Spiteful/Seafang laminarnych skrzydeł z nowym kadłubem mieszczącym silnik odrzutowy powstała w czerwcu 1944 roku, jeszcze przed oblotem Spitefula. Głównym projektantem zakładów Supermarine był w tym czasie Joe Smith. Na propozycję Supermarine, Ministerstwo Lotnictwa wydało specyfikację nr E.10/44 na skonstruowanie takiego samolotu i równocześnie firma Rolls-Royce rozpoczęła prace nad odpowiednim silnikiem odrzutowym RB.41 (późniejszym Nene). Silnik został pomniejszony w stosunku do pierwotnych planów dla lepszego zmieszczenia go w kadłubie i przewidywano, że będzie osiągał ciąg 1360 kG, lecz w rzeczywistości zdołał osiągnąć 2041 kG, a w toku rozwoju ta wartość jeszcze wzrosła. W ten sposób samolot Supermarine stał się pierwszym samolotem napędzanym silnikiem ze znanej później rodziny Nene. W projekcie zastosowano całkowicie nowy kadłub o kształcie cygara, z kabiną pilota w nosie i wlotami powietrza po bokach. Całkiem nowe było także usterzenie. Usunięcie chłodnic cieczy ze skrzydeł pozwoliło na zwiększenie pojemności zbiorników paliwa. Zachowano uzbrojenie w postaci 4 działek kalibru 20 mm w skrzydłach. 5 sierpnia 1944 roku Ministerstwo złożyło zamówienie na trzy prototypy samolotu pod oznaczeniem fabrycznym Type 392, określanego początkowo jako Jet Spiteful (odrzutowy Spiteful). W rozwoju programu wykorzystywano doświadczenia z prób myśliwca Spiteful, który jednak wykazywał początkowo problemy ze sterownością. Jeszcze przed oblotem prototypu zamówiono 24 przedprodukcyjne samoloty Type 392, w tym 18 w wersji myśliwca pokładowego według specyfikacji E.1/45, aczkolwiek kłopoty z rozwojem konstrukcji spowodowały następnie zawieszenie zamówienia. 
Pierwszy lot prototypu Type 392 (numer TS409), pilotowanego przez Jeffreya Quilla, odbył się 27 lipca 1946 roku w ośrodku Boscombe Down (był on zarazem pierwszym testowanym tam prototypem nowego samolotu). Zaprezentowano go we wrześniu na pierwszych powojennych pokazach lotniczych, jeszcze wówczas prowadzonych w Radlett. Drugi prototyp (TS413), w wersji myśliwca pokładowego ze składanymi końcówkami skrzydeł i innymi zmianami, dotyczącymi m.in. usterzenia i wzmocnienia podwozia, oblatał pilot Mike Lithgow 17 czerwca 1947 roku. Samolot w tej wersji otrzymał wówczas nazwę Attacker (pol. „napastnik”). Od 28 października 1947 roku prowadzono jego próby na lotniskowcu HMS „Illustrious”. 26 lutego 1948 roku Mike Lithgow pobił rekord prędkości w obwodzie zamkniętym 100 km, osiągając 909 km/h (564,881 mph). W czerwcu 1948 roku drugi prototyp uległ rozbiciu (zginął pilot T.J.A. King-Joyce), po czym próby kontynuowano na pierwszym prototypie, doprowadzonym do standardu morskiego. W toku rozwoju samolot otrzymał hamulce aerodynamiczne i płetwę przed statecznikiem pionowym, dla zwiększenia skuteczności steru. We wrześniu 1948 roku Admiralicja brytyjska zamówiła 60 myśliwców seryjnych Attacker F.1 (F Mk 1). 24 stycznia 1950 roku oblatano trzeci zmieniony prototyp TS416. Miał on ulepszenia, jak skrzydła przesunięte ok. 33 cm do tyłu, lecz z powodu pośpiechu w budowie serii, nie wprowadzono ich już w samolotach seryjnych. 
Pierwszy seryjny egzemplarz wersji F.1 (nr WA469) oblatano 5 maja 1950 roku. Był napędzany silnikiem Rolls-Royce Nene Mk 101. Już podczas produkcji wprowadzano ulepszenia testowane na prototypach, jak płetwę przed statecznikiem. Ostatnie sześć sztuk z pierwszego zamówienia na 60 samolotów wykonano w modyfikacji myśliwsko-bombowej FB.1, począwszy od samolotu nr WA529 oblatanego 7 stycznia 1952 roku.
Marynarka zamówiła następnie 84 sztuki ulepszonej wersji myśliwsko-bombowej FB.2, napędzanej silnikiem Nene 7 (później oznaczonym Nene 102). Miała ona ponadto wzmocnioną metalową ramę osłony kabiny i elektryczny starter silnika. Pierwszy oblatano 25 kwietnia 1952 roku (nr WK319). Dalszy rozwój konstrukcji, po zastosowaniu skośnych skrzydeł, doprowadził do samolotu Supermarine Swift.

## Wersje produkcyjne
- F.1 – pokładowa wersja myśliwska (54 sztuki)[d]
- FB.1 – pokładowa wersja myśliwsko-bombowa (7 sztuk)[d][e]
- FB.2 – pokładowa wersja myśliwsko-bombowa napędzana silnikiem Rolls-Royce Nene Mk 102 (84 sztuki)[10][e]
- Type 538 – wersja eksportowa myśliwsko-bombowa dla Pakistanu (36 sztuk)[5]

Zbudowano 181 samolotów seryjnych, w tym 36 dla Pakistanu, oraz 3 prototypy.

## Służba
Pierwsze Attackery przyjęto na wyposażenie liniowego 800. Dywizjonu FAA 22 sierpnia 1951 roku, w składzie 8 samolotów. Na początku stacjonowały w bazie RNAS Ford w West Sussex, a od 4 marca 1952 roku rotacyjnie na pokładzie lotniskowca HMS „Eagle”. 26 listopada 1951 roku sformowano w bazie Ford drugi dywizjon Attackerów (803), również służący rotacyjnie na HMS „Eagle”, a od 1954 roku na lotniskowcach „Albion” i „Centaur”. 
Przez krótki czas Attackerów używał w 1952 roku trzeci liniowy dywizjon 890, bazujący od października na „Eagle”, lecz 3 grudnia został rozwiązany, a jego samoloty rozdzielone pomiędzy dywizjony 800 i 803, które odtąd miały po 12 samolotów. Attackery używane były ponadto do 1956 roku do szkolenia i różnych prób przez kilka dywizjonów drugoliniowych, oznaczonych numerami z serii 700, począwszy od 787. Dywizjonu sformowanego w styczniu 1951 roku w West Raynham. Przede wszystkim przeszkolenie pilotów na Attackery realizował dywizjon 736, w latach 1952–1954.
Na krótko Attacker FB.2 stał się w 1953 roku standardowym samolotem myśliwsko-bombowym brytyjskiego lotnictwa marynarki, lecz szybko został uznany za przestarzały i zastąpiony w tej roli w dywizjonach liniowych FAA przez samolot Hawker Sea Hawk. 1 czerwca 1954 roku został rozwiązany 800 Dywizjon, a 4 listopada 1955 roku ostatni 803 Dywizjon. Nie były podczas swojej służby używane bojowo. W 1955 roku w Attackery przezbrojono natomiast trzy dywizjony Ochotniczej Rezerwy Royal Navy (RNVR), w których służyły do rozwiązania lotnictwa tej formacji 10 marca 1957 roku. W 1958 roku pozostałe Attackery zostały złomowane.
36 Attackerów wyprodukowano dla Pakistanu, na zamówienie złożone już w 1950 roku. Były one pozbawione haka do lądowania i możliwości składania skrzydeł; dostarczane były lotem do Karaczi w latach 1951–1953. Nosiły oznaczenie fabryczne Type 538 i numery od R4000 do R4035. Służyły w Pakistańskich Siłach Powietrznych do początku lat sześćdziesiątych, jako samoloty myśliwsko-bombowe. Nie udało się zdobyć innych zamówień eksportowych, mimo promocyjnego rajdu prototypu w 1950 roku o długości ok. 13 000 km po krajach północnej Afryki, Bliskiego Wschodu aż do Iranu, i śródziemnomorskich krajach Europy (wraz z towarzyszącym samolotem transportowym Vickers Valetta).  
Do dziś zachował się jeden egzemplarz Supermarine’a Attackera (WA473), który przetrwał jako pomnik, a następnie eksponat Fleet Air Arm Museum w Yeovilton w Wielkiej Brytanii.
Attacker był pierwszym myśliwcem odrzutowym (a zarazem pierwszym samolotem odrzutowym) wprowadzonym na uzbrojenie brytyjskiego lotnictwa morskiego. Nie był jednak szczególnie udany i szybko został zdeklasowany przez Hawker Sea Hawk, napędzany tym samym silnikiem. Oceniany jako „średni myśliwiec, którego głównymi zaletami była taniość i łatwy pilotaż na małych wysokościach”. Jego cechą szczególną, nietypową dla odrzutowców i uważaną za przestarzałą, było klasyczne podwozie z kółkiem ogonowym, przejęte z poprzedników o napędzie śmigłowym, aczkolwiek w praktyce okazało się, że pochylenie samolotu, zwiększające kąt natarcia, ułatwia start i lądowanie na lotniskowcu.

## Opis
Dolnopłat o półskorupowej konstrukcji całkowicie metalowej, ze stopów aluminium. Kadłub o przekroju poprzecznym owalnym. W rzucie bocznym kadłub miał obrys zbliżony do laminarnego, podobnie jak skrzydła; osiągający maksymalną grubość w 50% długości z uwagi na umieszczenie tam silnika. Proste skrzydła o trapezowym obrysie i opływie laminarnym, końcówki składane do góry do hangarowania. Maksymalna grubość skrzydeł w 40% cięciwy. Skrzydła wyposażone w lotki i klapy. Usterzenie klasyczne, pojedyncze, na końcu kadłuba (statecznik pionowy ze sterem kierunku przesunięte do przodu względem stateczników poziomych). Usterzenie poziome o lekkim wzniosie. Silnik odrzutowy w środkowej części kadłuba, z długą dyszą na jego końcu; chwyty powietrza o półowalnym przekroju po bokach kadłuba, na wysokości kabiny pilota, z odprowadzaniem warstwy przyściennej powietrza. Kabina pilota ciśnieniowa, w przedniej części kadłuba, nakryta kroplową osłoną. Kabina wyposażona w fotel wyrzucany Martin-Baker. W nosie kadłuba płyta pancerna przed kabiną. 
Podwozie klasyczne, chowane hydraulicznie, wyposażone w hamulce pneumatyczne. Golenie główne z pojedynczymi kołami chowane do skrzydeł (w kierunku do  kadłuba). Kółko ogonowe było podwójne, chowane do kadłuba. Z tyłu kadłuba pod dyszą silnika rozkładany hak do aerofiniszera z ramą w formie litery V, automatycznie odczepiany od lin po wylądowaniu. Samolot przystosowany był do startu przy pomocy katapulty hydraulicznej, za pośrednictwem odrzucanej po starcie uprzęży łączącej go z wózkiem katapulty. 
Napęd stanowił silnik turboodrzutowy ze sprężarką odśrodkową Rolls-Royce Nene 3 o ciągu 5100 funtów (2313 kG), a w wersji FB.2 silnik Nene 7 (Mk 102). Pięć zbiorników paliwa znajdowało się w kadłubie przed silnikiem i dwa w skrzydłach. Łączna pojemność zbiorników paliwa 293 galony (1332 l). Pod kadłubem standardowo przenoszono konforemny zbiornik paliwa o pojemności 270 galonów (1227 l).
Uzbrojenie stałe stanowiły 4 działka automatyczne kalibru 20 mm Hispano Mk V w skrzydłach, z zapasem 624 nabojów (po 167 nabojów na działka wewnętrzne i 145 na zewnętrzne).
W wersjach FB oraz wersji dla Pakistanu podwieszano pod skrzydłami 2 bomby o masie do 1000 funtów (454 kg) lub 8 niekierowanych pocisków rakietowych po 60 funtów (27 kg). Można było stosować też 4 pociski o masie do 300 funtów (136 kg).